# Kapelle Maria am Wege (Gillrath)

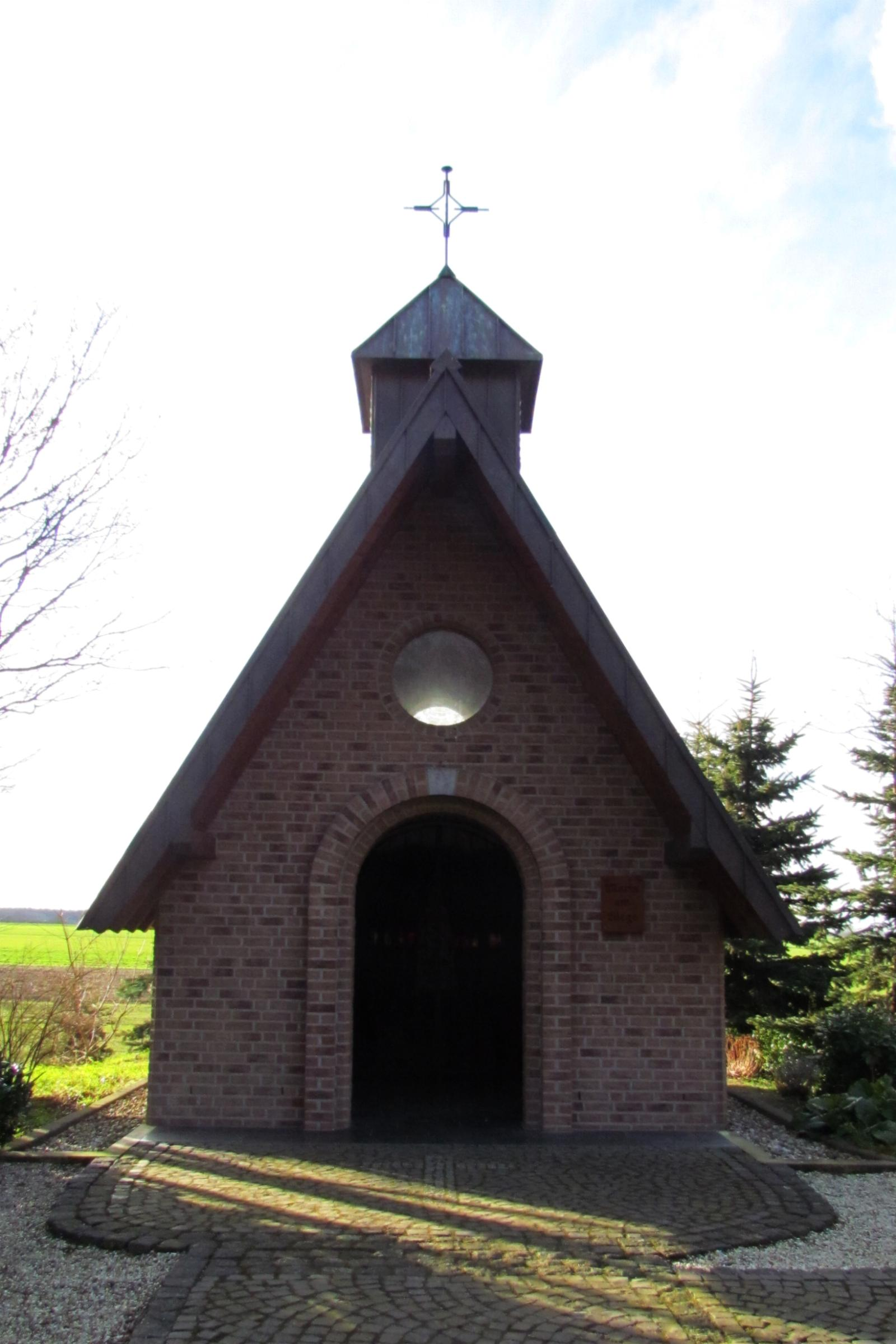

Die römisch-katholische Kapelle Maria am Wege befindet sich im Ortsteil Gillrath in der Stadt Geilenkirchen in Nordrhein-Westfalen.

## Lage
Die Kapelle hat ihren Standort nahe dem Ortsteil Gillrath an der Birgdener Straße zwischen Birgden und Gillrath an einer Wegekreuzung. Sie steht auf einer aufgeschütteten Anhöhe, die mit Gehölzen bepflanzt ist.

## Geschichte
Im Jahre 2001 ließ der Fuhrunternehmer Heinz Ripphausen aus Gillrath die Kapelle Maria am Wege errichten. In der Nähe des heutigen Standortes wurde 1946 der Onkel des Bauherrn Martin Franzen von explodierender Minenmunition getötet. Dieses tragische Ereignis war der Auslöser zum Bau dieser Kapelle, die im Erbauungsjahr feierlich eingeweiht wurde. Die Kapelle wurde mehrmals durch Metall-Diebstahl und Vandalismus erheblich beschädigt.

## Architektur
Die Kapelle ist ein kleiner Backsteinbau mit einem Rundbogen unter einem steilen Satteldach. Das Holzdach ist mit einer Kupferabdeckung beschlagen. Ein ebenfalls mit Kupfer beschlagener Dachreiter mit einer Windrose ist im Dach eingearbeitet. Darin ist eine kleine Glocke untergebracht. In den Giebelwänden sorgt je ein Rundfenster für Lichteinfall. Im Innenraum ist ein schmiedeeisernes Schutzgitter angebracht. Auf einem Steinsockel steht die Madonna des St.-Elisabeth-Krankenhauses. Eine Gebetsbank mit Gebetbuch lädt zum Gebet und zum Innehalten ein.

## Galerie

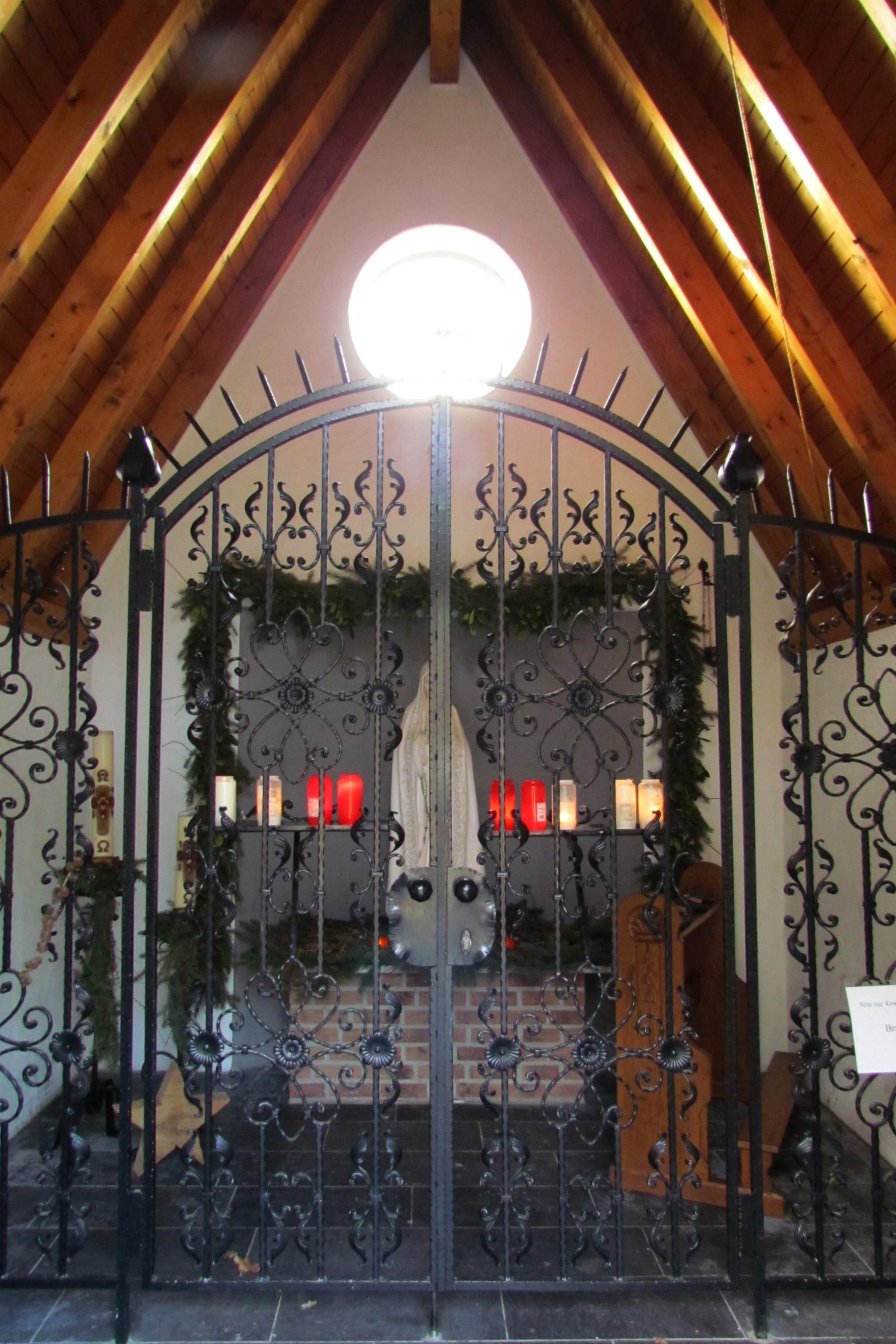
Schutzgitter
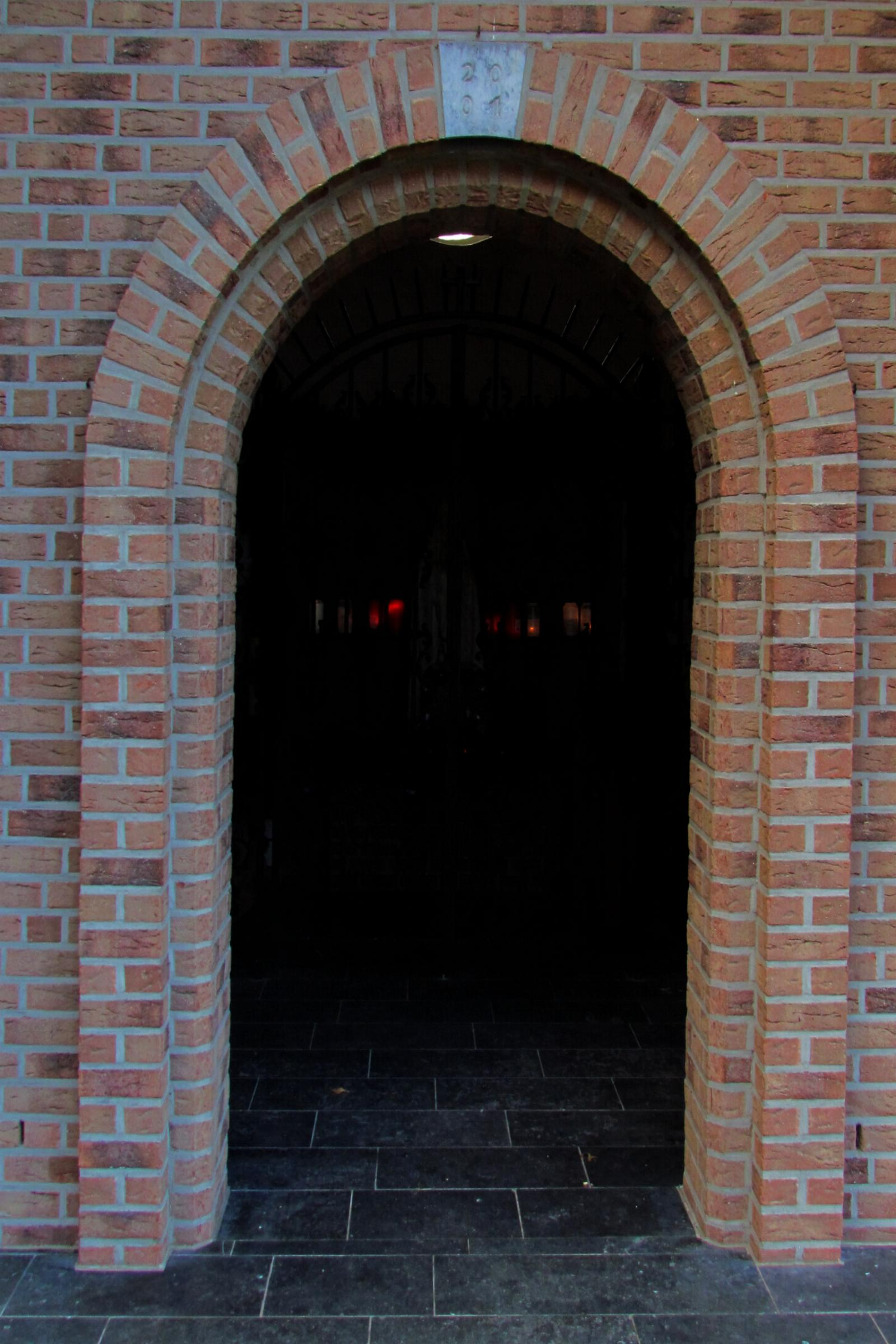
Türbogen
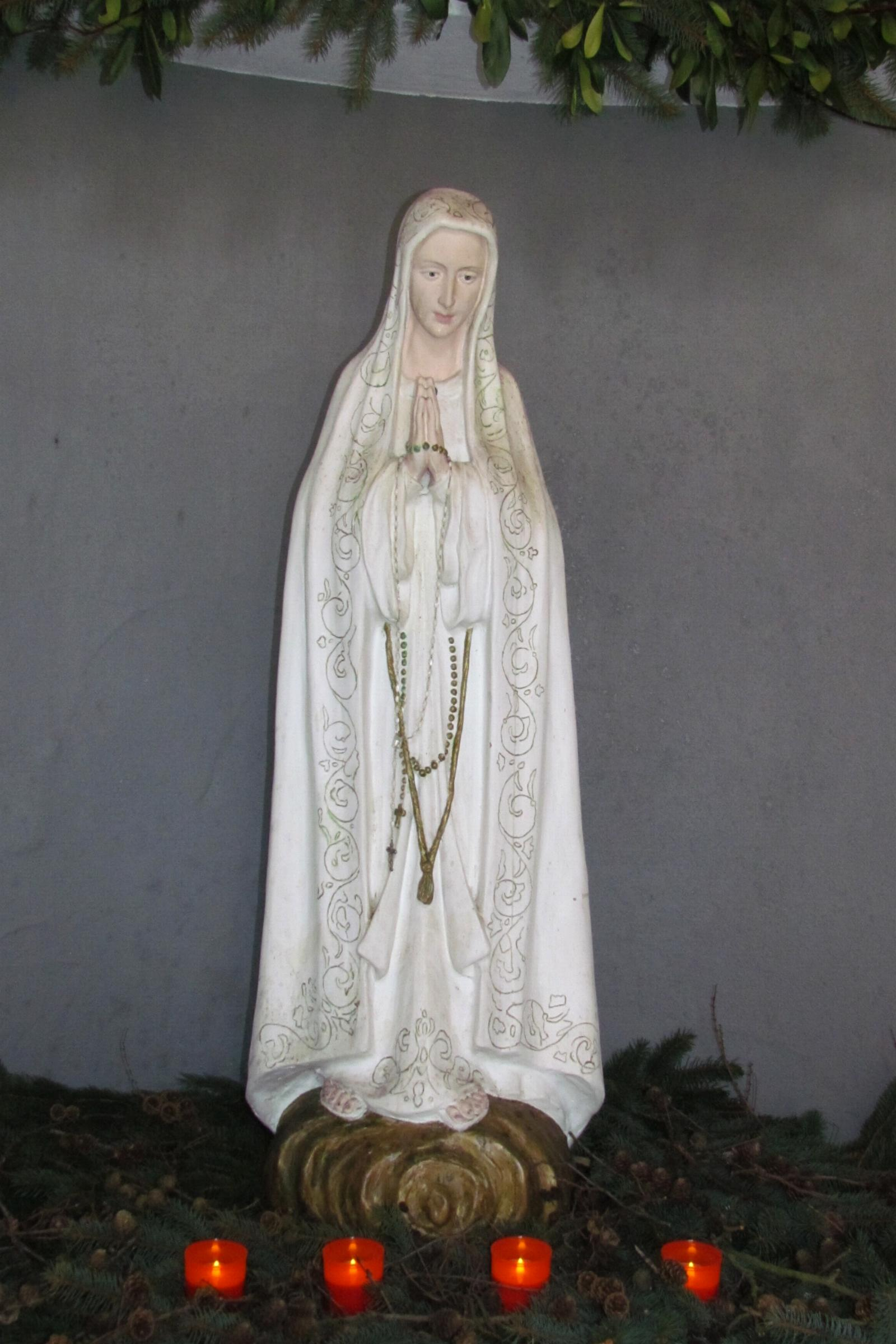
Marienmadonna
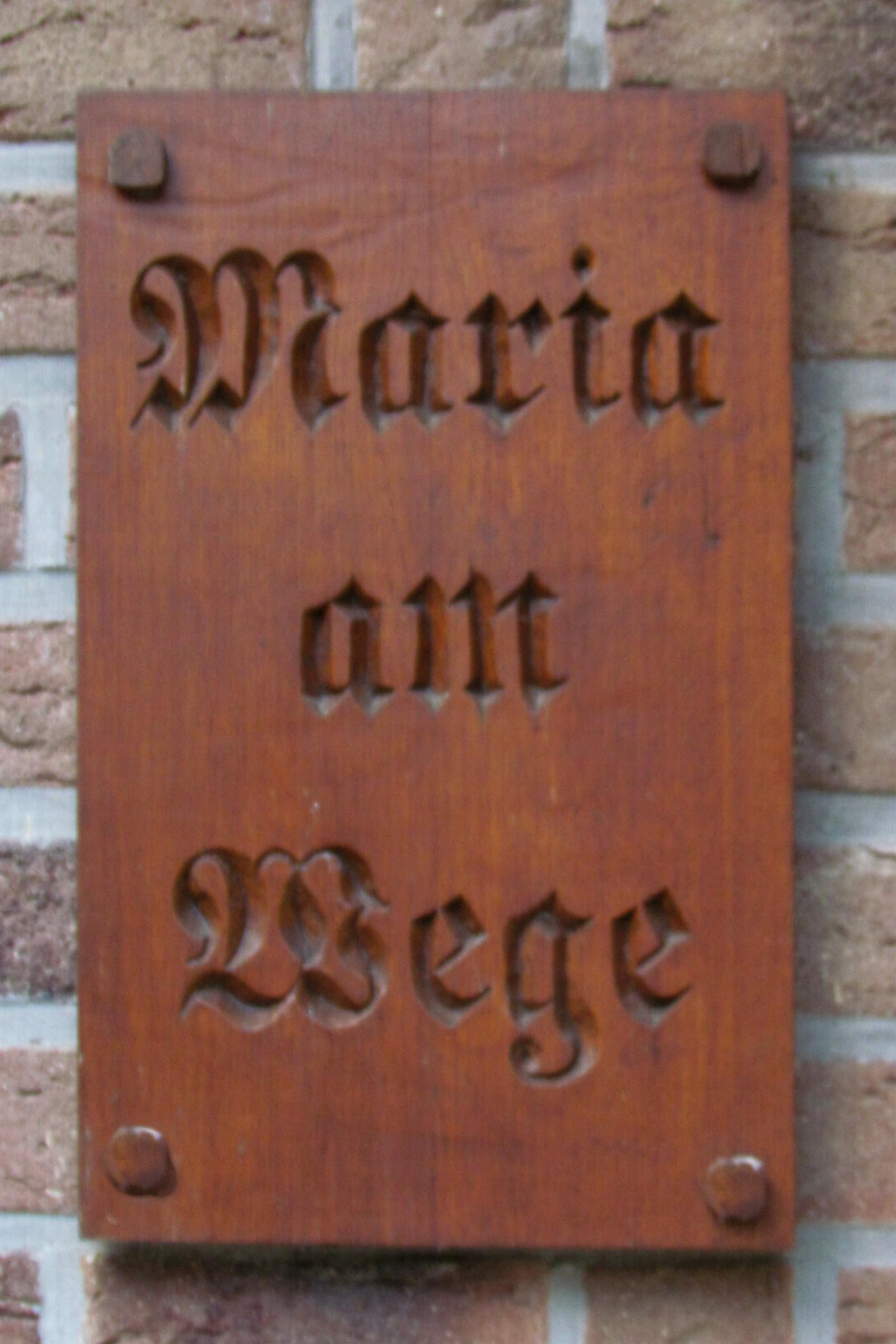
Namenschild
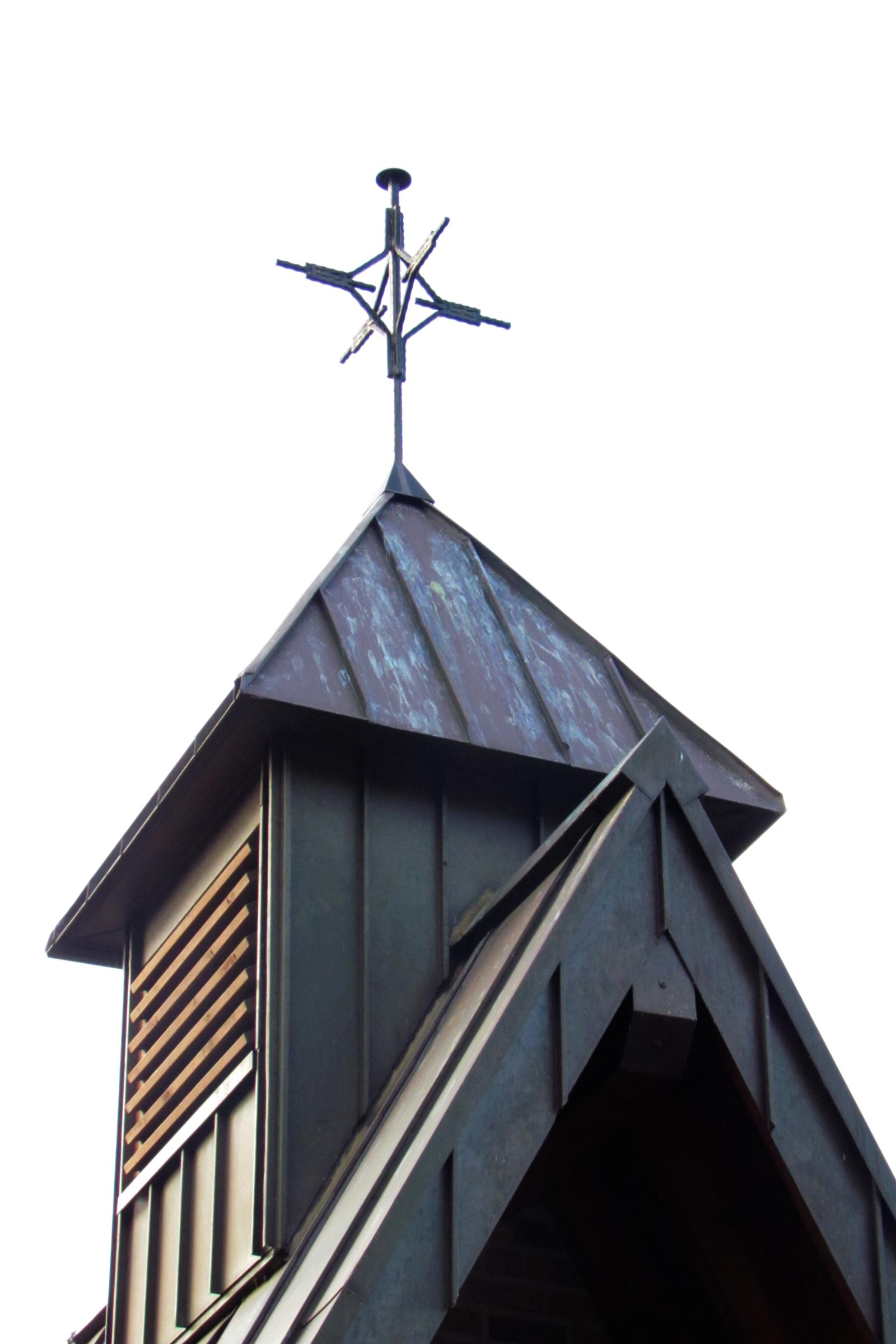
Dachreiter
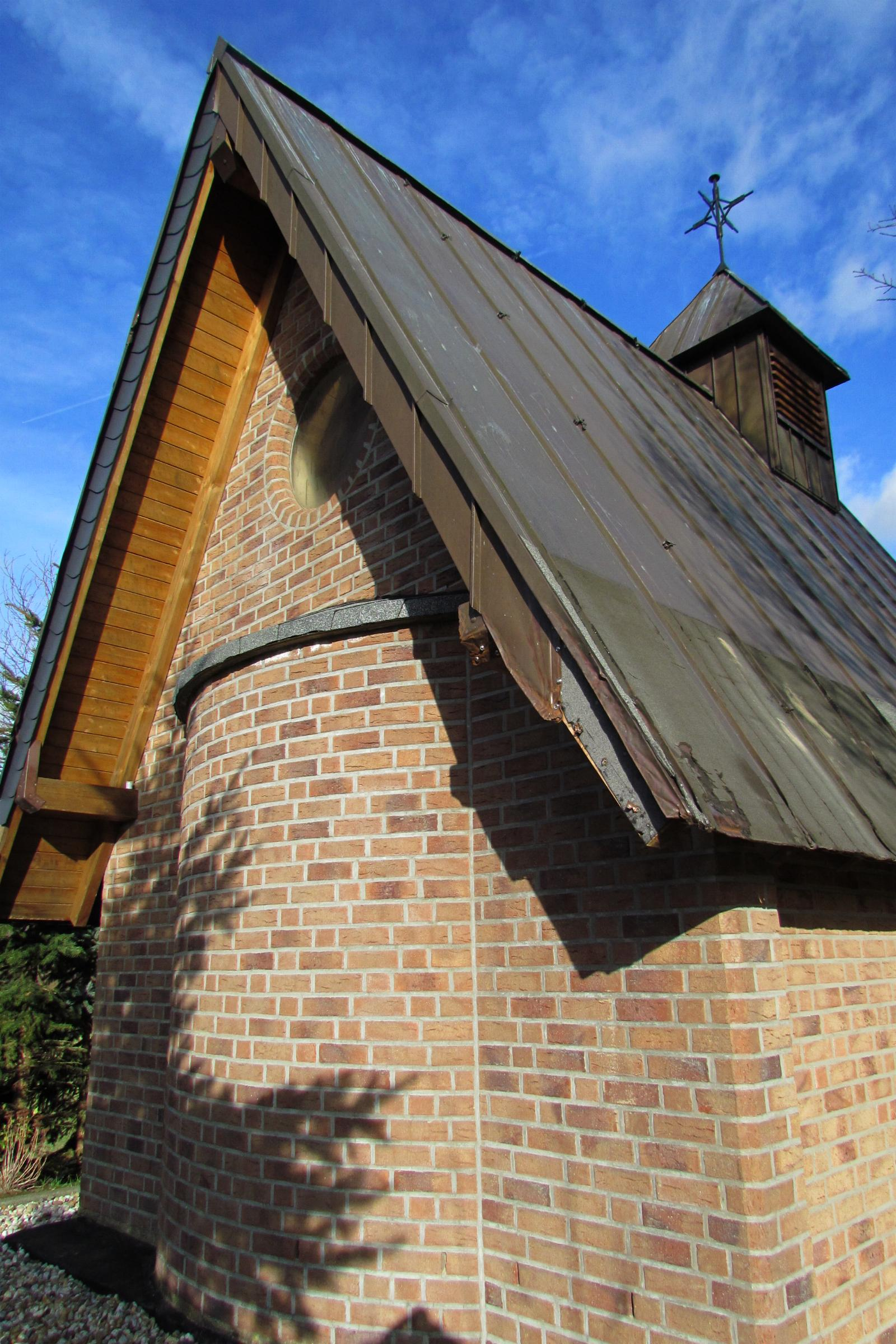
Kapellenrückseite